# 黑比亞沃斯托茨卡
黑比亞沃斯托茨卡是波蘭的城鎮，位於該國東北部，距離首府比亞韋斯托克20公里，由波德拉謝省負責管轄，面積14.28平方公里，2006年人口9,596。
53°18′N 23°17′E / 53.300°N 23.283°E